# Neophema
Neophema är ett fågelsläkte i familjen östpapegojor inom ordningen papegojfåglar. Släktet omfattar sex arter som enbart förekommer i Australien:
- Blåvingad parakit (N. chrysostoma)
- Gräsparakit (N. elegans)
- Klipparakit (N. petrophila)
- Orangebukig parakit (N. chrysogaster)
- Praktparakit (N. pulchella)
- Rödbröstad parakit (N. splendida)

Pastellparakit (Neopsephotus bourkii) placerades tidigare i Neophema.